# Benoît Frydman
Pour les articles homonymes, voir Frydman.
Benoît Frydman (né en 1965) est un philosophe du droit de l’École de Bruxelles et professeur ordinaire à l'Université libre de Bruxelles (en Belgique). Son œuvre étudie de manière historique, contemporaine et prospective les instruments de la raison juridique et les modèles de normativité.

## Biographie
Il est directeur du Centre Perelman de philosophie du droit et membre de l’Académie royale de Belgique.  Il est docteur honoris causa de l’Université d’Aix-Marseille (2019) et de l’Université de Genève (2021). Il a été visiting research fellow à l’Université d’Oxford (2001-2002) , membre du Conseil Supérieur de la Justice (2004-2008), co-Président de la Commission royale de réforme de la Cour d’assises (2004-2006), professeur affilié à l’École de droit de Sciences Po à Paris (2010-2018), titulaire de la Chaire Villey à l’Université Paris II-Panthéon-Assas (2015), professeur à l’Université Goethe de Francfort dans le cadre du European LLM in Legal Theory (2013-2016). Il enseigne actuellement le droit global à HEC Paris.  

## Travaux
Son ouvrage de référence Le sens des lois développe l’histoire de l’interprétation et de la raison juridique de l’Antiquité à nos jours en 10 modèles successifs. Benoit Frydman étudie les techniques du raisonnement juridique, en particulier d’argumentation et d’interprétation du syllogisme aux algorithmes et les transformations en cours de la logique juridique par les outils de l’intelligence artificielle.  
Les travaux de Benoit Frydman sur le droit global analysent les OJNI (objets juridiques non identifiés), qui prolifèrent dans la société numérique et mondialisée contemporaine et concurrencent les sources du droit classiques. Il en donne une présentation accessible au grand public dans son Petit manuel pratique de droit global. Ses publications portent notamment sur les standards ou normes techniques, les indicateurs, les marchés artificiels et les algorithmes, qu’il étudie dans les domaines de la régulation de l’Internet et des réseaux, de la finance globale, de la responsabilité sociétale des entreprises, de la lutte contre le réchauffement climatique, ainsi que de la protection des droits de l’homme, de l’État de droit et de la démocratie. 
L’œuvre de Benoit Frydman s’inscrit dans la philosophie du pragmatisme et en particulier dans le courant de l’École de Bruxelles, qui en constitue une variante européenne originale.  Il a co-écrit et co-dirigé une histoire de l’École de Bruxelles en deux volumes : La naissance de l’École de Bruxelles et Le droit selon l’École de Bruxelles.

## Prix et distinctions
- 1988 : Prix René Marcq de la Faculté de droit de l'université libre de Bruxelles
- 1989 : Prix Boels de l'ordre français des avocats de Bruxelles : 1er prix au concours de plaidoirie
- 2005 : Prix Alice Seghers attribué par la Faculté de droit de l'université libre de Bruxelles pour l'ouvrage Le sens des lois, Paris-Bruxelles, L.G.D.J.-Bruylant, 2005
- 2015 : Titulaire de la Chaire Villey organisée à l’Université Panthéon-Assas (Paris II) par l’Institut Michel Villey
- 2019 : Docteur honoris causa de l'Université d'Aix-Marseille
- 2021 : Docteur honoris causa de l'Université de Genève
- 2023 : Commandeur de l’ordre de Léopold (Arrêté royal du 16 novembre 23)

## Œuvres

### Livres
- Les transformations du droit moderne, Bruxelles, Story-Scientia, 1999 (libre accès : https://www.academia.edu/1190113/Les_transformations_du_droit_moderne).
- Philosophie du droit, avec G. Haarscher, Paris, Dalloz, 3ème édition actualisée Paris, Dalloz, 2010 (https://www.boutique-dalloz.fr/philosophie-du-droit-connaissance-du-droit-p.html).
- Le sens des lois. Histoire de l’interprétation et de la raison juridique, Paris – Bruxelles, L.G.D.J. – Bruylant, 3ème éd. 2011 (https://www.larcier-intersentia.com/nl/sens-lois-9782802735069.html).
- Petit manuel pratique de droit global, Bruxelles, Ed. de l’Académie Royale de Belgique, col. « l’Académie en poche », 2014 (libre accès : https://academie-editions.be/economie-et-droit/31-petitmanueldedroitglobal.html)
- O fim de Estado de Direito. Governar por standards e indicatores, trad.  M.B. Krug & Pr. J.M. Lopes Saldhania, Porto Alegre, Livraria do Advogado ed., 2016.
- Breve manual práctico de derecho global, tr. Pr. B. Carvajal Sánchez, U. Externado de Columbia, 2018 (https://publicaciones.uexternado.edu.co/gpd-breve-manual-practico-de-derecho-global-9789587729627.html)
- La plaidoirie (dir.), Bruxelles, Bruylant, 1998, 200 pp.
- La société civile et ses droits (dir.), Bruxelles, Bruylant, 2004.
- Art et techniques de la plaidoirie aujourd’hui, avec C. Mécary, L. Gratiot, S. Bensimon et G. Haarscher, Paris, Litec, 3ème édition, 2010.
- Léo Strauss : philosophie, art d’écrire, politique, codir. avec E. Cattin,  L. Jaffro et Alain Petit, Paris, Vrin, 2000.
- Société civile et démocratisation des organisations internationales, avec N. Angelet, C. Clavé, O. Corten, D. De Blic, P. Klein, R. Mackenzie, Ph. Sands et L. Weerts, Academia, 2005, 241 pp.
- Responsabilités des entreprises et corégulation, avec Th. Berns, P-F Docquir, L. Hennebel et G. Lewkowicz, Bruxelles, Bruylant, 2007.
- Le nouveau management de la justice et l’indépendance des juges, codir avec E. Emmanuel Jeuland, Paris, Dalloz, 2011.
- La science du droit dans la globalisation, codir. avec Jean-Yves Chérot, Bruxelles, Bruylant, 2012.
- Chaïm Perelman 1912-2012 : De la nouvelle rhétorique à la logique juridique, codir. avec M. Meyer, Paris, Presses Universitaires de France, 2012.
- Les agences de notation entre les États et les marchés, avec B. Colmant, X. Dieux et al., Bruxelles, Larcier, 2013.
- Gouverner par les standards et les indicateurs : de Hume aux rankings, codir. avec A. Van Waeyenberge, Bruxelles, Bruylant, 2013 (https://www.larcier-intersentia.com/fr/gouverner-standards-indicateurs-9782802736196.html)
- Les défis du droit global, codir. avec C. Bricteux, Bruxelles, Bruylant, 2018 (https://www.larcier-intersentia.com/fr/defis-droit-global-9782802753957.html).
- La naissance de l’Ecole de Bruxelles, codir. avec F. Audren et N. Genicot, Bruxelles, Éditions de l'Université de Bruxelles, 2022 (https://www.editions-ulb.be/fr/book/?GCOI=74530100958490)
- Le droit selon l’Ecole de Bruxelles, codir. avec G. Lewkowicz, Bruxelles, Éditions de l'Université de Bruxelles, 2022 (https://www.editions-ulb.be/fr/book/?GCOI=74530100090690).

### Articles
La plupart des articles de Benoit Frydman sont disponibles en libre accès sur le site du Centre Perelman. 